# Scolopendra viridicornis
A Scolopendra viridicornis a százlábúak (Chilopoda) osztályának Scolopendromorpha rendjébe, ezen belül a Scolopendridae családjába tartozó faj.

## Előfordulása
A Scolopendra viridicornis előfordulási területe India és Mianmar határán van.

## A Scolopendra viridicornis és az ember
A mérgét az orvoslásban kezdik használni. India Manipur nevű államában a rákot próbálják gyógyítani vele.

## Fordítás
- Ez a szócikk részben vagy egészben  a   Scolopendra viridicornis című angol Wikipédia-szócikk ezen változatának fordításán alapul.  Az eredeti cikk szerkesztőit annak laptörténete sorolja fel. Ez a jelzés csupán a megfogalmazás eredetét és a szerzői jogokat jelzi, nem szolgál a cikkben szereplő információk forrásmegjelöléseként.